# Glasgow (Pensilvânia)
Glasgow é um distrito localizado no estado norte-americano de Pensilvânia, no Condado de Beaver.

## Demografia
Segundo o censo norte-americano de 2000, a sua população era de 63 habitantes.
Em 2006, foi estimada uma população de 59, um decréscimo de 4 (-6.3%).

## Geografia
De acordo com o United States Census Bureau tem uma área de
0,3 km², dos quais 0,2 km² cobertos por terra e 0,1 km² cobertos por água.

## Localidades na vizinhança
O diagrama seguinte representa as localidades num raio de 8 km ao redor de Glasgow.